# Charouine
Charouine est une commune berbérophone de la wilaya de Timimoun et une oasis du Sahara en Algérie ; elle est située dans la région du Gourara. Elle est aussi le chef-lieu de la daïra de Charouine.

## Géographie

### Situation
Le territoire de la commune se situe au centre-ouest de la wilaya d'Adrar. Le chef lieu de la commune est situé à 128 km à vol d'oiseau au nord d'Adrar et à 149 km par la route.
| Talmine | Ouled Aïssa | Ouled Aïssa |
| Talmine | Charouine   | Deldoul     |
| Tsabit  | Tsabit      | Metarfa     |

### Localités de la commune
En 1984, la commune de Charouine est constituée à partir des localités suivantes :
- Charouine
- Taourirat
- Ajdir Gherbi (ou Ajdir Gharbi)
- Ajdir Chergui (ou Ajdir Cherki)
- Taguelzi
- Tinekram
- Bakou
- Beni Slam
- Asfaou
- Tebbou

## Santé
Les consultations spécialisées ainsi que les hospitalisations des habitants de cette commune se font dans l'un des hôpitaux de la wilaya d'Adrar:
- Hôpital Ibn Sina d'Adrar[4].
- Hôpital Mohamed Hachemi de Timimoun[5].
- Hôpital de Reggane.
- Hôpital Noureddine Sahraoui d'Aoulef[6].
- Hôpital de Bordj Badji Mokhtar[7].
- Hôpital de Zaouiet Kounta.
- Pôle hospitalier de Tililane[8].
  - Hôpital général de 240 lits[9].
  - Hôpital gériatrique de 120 lits.
  - Hôpital psychiatrique de 120 lits.
  - Centre anti-cancer de 120 lits.

## Personnalités liées à la commune
En 1956, Georges d'Alençon, capitaine y était.